# Viktor Trohimovics Fomin
Viktor Trohimovics Fomin (ukránul: Віктор Троxимович Фомін, oroszul: Виктор Трофимович Фомин (Viktor Trofimovics Fomin); Szlavjanszk, Szovjetunió, 1929. január 13. – 2007. december 29.) ukrán labdarúgócsatár, edző.